# جيرالد هانلي
جيرالد هانلي (بالإنجليزية: Gerald Hanley)‏ (7 فبراير 1916 - 7 سبتمبر 1992)؛ روائي أيرلندي.